# Tótszerdahely
Tótszerdahely è un comune dell'Ungheria di 1.304 abitanti (dati 2001). È situato nella contea di Zala.